# Cyprotides cyprotus
Cyprotides cyprotus is een vlinder uit de familie van de Lycaenidae. De wetenschappelijke naam van de soort is voor het eerst gepubliceerd in 1886 door Arthur Sidney Olliff.
De soort komt voor in Australië.